# Casper Mountain
La Casper Mountain si trova all'estremità nord delle Laramie Mountains e si affaccia su Casper, Wyoming, lungo il fiume North Platte. Ad un'altitudine massima di 8 130 piedi (2 478 m), la montagna sorge a circa 3 000 piedi (914 m) sopra Casper.